# Skateboard al Festival olimpico della gioventù europea
Lo Skateboard è stato inserito nel programma del Festival olimpico della gioventù europea nella diciassettesima edizione, che si è svolta nel 2023.

## Edizioni
| Giochi | Anno | Sede    | Gare          |
| ------ | ---- | ------- | ------------- |
| XVII   | 2023 | Maribor | 2             |
| XVIII  | 2025 | Skopje  | Non disputato |

## Discipline
Nella seguente tabella le discipline disputate nelle varie edizioni.
| Edizione | Street        |
| -------- | ------------- |
| 2023     | •             |
| 2025     | Non disputato |

## Medagliere complessivo
| Posiz. | Nazione | Oro | Argento | Bronzo | Totale |
| ------ | ------- | --- | ------- | ------ | ------ |
| 1      | Francia | 1   | 0       | 1      | 2      |
| 1      | Polonia | 1   | 0       | 1      | 2      |
| 3      | Israele | 0   | 2       | 0      | 2      |
| Totale | Totale  | 2   | 2       | 2      | 6      |